# Anton Grunwald
Anton Grunwald (* 21. Februar 1921 in Wolfsdorf/Ostpreußen; † 28. März 2008 in Gelnhausen) war ein deutscher Gewerkschaftsfunktionär sowie Kommunalpolitiker (SPD) und Bürgermeister der Stadt Aachen.

## Leben
Nach seinem Abitur im Jahr 1939 wurde Grunwald zum Kriegsdienst eingezogen und geriet dabei in britische Gefangenschaft. Von der britischen Luftwaffe erhielt er wenig später eine erste Anstellung als ziviler Mitarbeiter und engagierte sich darüber hinaus bereits kurz nach deren Gründung im Jahr 1949 zunächst nebenberuflich im Deutschen Gewerkschaftsbund (DGB). Ab 1959 wurde Grunwald vom DGB als hauptberuflicher Mitarbeiter übernommen und wirkte ein Jahr später als Gewerkschaftssekretär in Aachen. Schließlich wurde er 1966 zum Vorsitzenden des DGB-Kreises Aachen gewählt und behielt dieses Amt bis 1984.
Geprägt durch seine Erfahrungen mit den Nationalsozialisten in der Zeit des Nationalsozialismus trat Grunwald recht bald in die SPD ein, für die er ab 1969 im Rat der Stadt Aachen saß. Im Rahmen der außerordentlichen kommunalen Neuwahlen im Jahr 1972 infolge der kommunalen Neugliederung durch das verabschiedete Aachen-Gesetz wurde Grunwald erstmals auch als Beigeordneter Bürgermeister gewählt und konnte diesen Erfolg bei den folgenden regulären Neuwahlen im Jahr 1975 wiederholen. Dieses Amt bekleidete er bis 1979, verblieb aber als Ratsherr dann noch bis 1994 im Stadtrat.   
Neben seinem beruflichen und politischen Engagement war Anton Grunwald noch in mehreren Organisationen ehrenamtlich tätig. So war er unter anderem Mitglied in der Europa-Union Deutschland, im Kuratorium Unteilbares Deutschland, im DGB Bildungswerk NRW sowie im Bund der Berliner.
Grunwald pflegte als bürgernaher Praktiker einen intensiven Kontakt zum Volk und setzte sich vor allem für die Belange der gesellschaftlich benachteiligten Schichten ein. Für seinen unermüdlichen politischen und sozialen Einsatz erhielt er den Hans-Böckler-Preis, das Bundesverdienstkreuz der 1. Klasse und im Jahr 1984 den Goldenen Ehrenring der Stadt Aachen.
Anton Grunwald, der am 28. März 2008 in Gelnhausen verstorben war, fand seine letzte Ruhestätte auf dem Aachener Westfriedhof.